# Belinda Effah
Belinda Effah es una actriz y presentadora nigeriana.

## Biografía
Effah nació el 14 de diciembre de 1989 en el estado de Cross River, un estado costero en el sur de Nigeria. Asistió a la primaria Hillside International Nursery & Primary School y a la secundaria Nigerian Navy Secondary School, Port Harcourt. Continuó sus estudios en la Universidad de Calabar, especializándose en Genética y Biotecnología. Según una entrevista con The Punch Newspaper, afirmó que la naturaleza disciplinaria de su padre hacia sus 14 hijos fue muy útil para dar forma a su carrera.

## Carrera
Debutó en la serie de televisión Shallow Waters en 2005. Posteriormente, se tomó un descanso de la serie para aparecer en el reality show Next Movie Star. Terminó quinta sin ser desalojada de la casa.
Fue presentadora de televisión para Sound City, una estación de cable nigeriana. Sin embargo, dejó la estación para comenzar su propio programa de televisión titulado Lunch Break with Belinda.

## Premios y nominaciones
| Año  | Premio                                           | Categoría                            | Película                | Resultado |
| ---- | ------------------------------------------------ | ------------------------------------ | ----------------------- | --------- |
| 2012 | Premios Best of Nollywood                        | Actuación más prometedora (femenina) | Kokomma                 | Ganadora  |
| 2012 | Premios de la Academia Golden Icons              | Mejor Actriz Revelación              | Kokomma                 | Ganadora  |
| 2013 | Premios Cine de Nollywood                        | Estrella en ascenso                  | Kokomma                 | Ganadora  |
| 2013 | Premios Cine de Nollywood                        | Mejor actriz indígena                | Kokomma                 | Nominada  |
| 2013 | Premios de la Academia del Cine Africano         | Actuación más prometedora            | Udeme Mmi               | Ganadora  |
| 2013 | Premio Ntanta                                    |                                      | Udeme Mmi               | Ganadora  |
| 2014 | Premios ELOY                                     | Actriz del año (Cine)                | Después de la propuesta | Nominada  |
| 2014 | Premio de la Academia del Cine Golden Icons 2014 | Mejor actriz de reparto              | APAYE                   | Ganadora  |
| 2016 | Africa Magic Viewers Choice Awards               | Mejor Actriz de Drama                | Detener                 | Nominada  |